# Soumaïla Sylla
Soumaïla Sylla (Ivry-sur-Seine, 15 de marzo de 2004) es un futbolista francés, nacionalizado guineano, que juega en la demarcación de portero para el Stade de Reims de la Ligue 2.

## Selección nacional
Tras jugar en las categorías inferiores de la selección y disputar los Juegos Olímpicos de París 2024, finalmente hizo su debut con la selección de fútbol de Guinea el 21 de marzo de 2025 en un encuentro de clasificación para la Copa Mundial de Fútbol de 2026 contra Somalia que finalizó con un resultado de empate a cero.

### Participaciones en Juegos Olímpicos
| Juegos Olímpicos               | Sede    | Resultado      | Partidos | Goles |
| ------------------------------ | ------- | -------------- | -------- | ----- |
| Juegos Olímpicos de París 2024 | Francia | Fase de grupos | 3        | 0     |

## Clubes
| Club              | País    | Año       | Partidos | Goles |
| ----------------- | ------- | --------- | -------- | ----- |
| Stade de Reims II | Francia | 2022-2025 | 38       | 1     |
| Stade de Reims    | Francia | 2025-     |          |       |